# Андаки (язык)
Андаки (Aguanunga, Andaki, Andaqui, Churuba, Jirara) — мёртвый (бездействующий) паэсский язык, на котором раньше говорил народ андаки, проживающий в долине Суаса департамента Уила; в долине Фрагуа департамента Каука, в верховьях реки Какета, на южных нагорьях департамента Какета на территории Колумбии.
Jolkesky (2016) отмечает наличие лексических сходств с языками Паэз, Чибча (также предложено Rivet 1924), и Тинигуа-Памигуа по причине контакта между ними.